# Witold Wawrzyczek
Witold Wawrzyczek (ur. 22 maja 1973 w Rybniku) – polski piłkarz, grający na pozycji obrońcy, wychowanek Odry Wodzisław Śląski.
Znany głównie z występów w Energie Cottbus, Karlsruher SC, Dynamo Drezno, Ruchu Chorzów (Puchar Polski 1996), Szczakowiance Jaworzno, Cracovii i Odrze Wodzisław Śląski, w której zaczynał piłkarską karierę.